# Эмполи (футбольный клуб)
«Э́мполи» (итал. Empoli Football Club) — итальянский профессиональный футбольный клуб из одноимённого города, провинции Тоскана. Домашние матчи проводит на стадионе «Карло Кастеллани» вместимостью около 20 000 зрителей.

## История
Клуб был основан в 1920 году. В сезонах 1946/47 и 1947/48 впервые в своей истории участвовал в Серии В, после чего в течение 35 лет играл в низших лигах и вернулся во второй эшелон лишь в сезоне 1983/84. Спустя 3 года вышел в Серию A, где в дебютном матче на поле во Флоренции сенсационно обыграл «Интер» — 1:0. Клуб сумел не вылететь, благодаря снятию 9 очков с «Удинезе». Но в следующем сезоне оказался сам вовлечён в скандал и, лишившись 5 очков, выбыл в Серию В, откуда уже через год выбыл в Серию C1.
В сезоне 1995/96 под руководством бывшего игрока клуба Лучано Спаллетти «Эмполи» вернулся в Серию В, а год спустя вернулся и в класс сильнейших, где выступал два сезона.
В ноябре 1999 года клуб возглавил Сильвио Бальдини, сумевший за три сезона создать боеспособный коллектив, который в 2001 году вернул клуб в Серию A. В то время в «Эмполи» появились талантливые футболисты, не затерявшиеся позднее в более серьёзных клубах: Массимо Маккароне, Марк Брешиано, Антонио Ди Натале, Томмазо Рокки.
Осенью 2003 года команда оказалась в подвале турнирной таблицы и, Бальдини был отправлен в отставку. В том сезоне тосканцы так и не смогли наладить игру и в очередной раз опустились в Серию В, но лишь на сезон.
Уже в 2005 году «синие» вновь выступали в ведущем итальянском дивизионе, где под руководством опытного наставника Луиджи Каньи заняли самое высокое на тот момент место в своей истории — 11-е. По окончании сезона 2005/06 последовал грандиозный коррупционный скандал, в результате которого «Эмполи» за счёт снятия очков с других команд поднялся ещё выше — на седьмую строчку и неожиданно получил право участвовать в Кубке УЕФА, однако так и не сыграл в этом турнире, так как не получил лицензию УЕФА, и вынужден был уступить своё 7-е место «Парме».
В следующем сезоне «Эмполи» уже по спортивному принципу заработал право участия в Кубке УЕФА. Двухраундовое противостояние со швейцарским «Цюрихом» было дебютом клуба на международной арене. «Эмполи» уступил «Цюриху» по итогам двух матчей со счётом 2:4 и выбыл из турнира. Во внутреннем чемпионате дела у клуба шли не лучше, и президент клуба Фабрицио Корси вынужден был уволить Луиджи Каньи и назначить на пост тренера Альберто Малезани. Позже была проведена обратная замена тренера. По итогам сезона тосканцы покинули серию А, и на место Луиджи Каньи был возвращён Сильвио Бальдини.
Очередной сезон в Серии В сложился для «синих» не совсем удачно. Команда долгое время лидировала в первенстве, но в итоге не смогла занять первые две строчки, дававшие право на выход в Серию A напрямую. Пятое место давало «Эмполи» право на серию стыковых матчей, в первом раунде которой они по сумме двух матчей уступили «Брешиа», сыграв вничью дома 1:1, и разгромно уступив в гостях 0:3. Поражение повлекло за собой отставку Бальдини. Новым «рулевым» «Эмполи» стал Сальваторе Кампилонго. Полностью отработав сезон 2009/10, он добился лишь 10-го места и летом уступил свой пост экс-наставнику молодёжной команды «Сампдории» Альфредо Альетти. Но и сезон 2010/11 «Эмполи» провёл немногим лучше — 9-е место.
Перед началом следующего сезона в команду вернулись несколько футболистов, выступавших за неё в Серии A — Антонио Буше, Франческо Тавано. В зимнее трансферное окно был арендован ещё один футболист, ранее получивший известность в составе клуба — Массимо Маккароне. Тем не менее, сезон не сложился. Вместо очередной попытки возвращения в Серию A, тосканцы оказались в нижней части турнирной таблицы и до последних туров вынуждены были бороться за выживание. В команде произошло три тренерских отставки, Альфредо Альетти в октябре сменил Джузеппе Пиллон, который меньше чем через месяц был уволен. Пришедший на его место Гвидо Карбони отработал до 12 февраля 2012 года, после чего на «тренерский мостик» вновь вернулся Альетти. По итогам сезона 2011/12 «Эмполи» занял лишь 18-е место и должен был сразиться за право остаться в Серии В с 19-й командой, которой стала «Виченца». Первая встреча в гостях завершилась нулевой ничьей, а в ответной «синие» к 65-й минуте проигрывали 0:2, но сумели отыграться и вырвать победу. Решающий мяч на 4-й добавленной минуте провёл Маккароне.
К новому сезону тосканцев готовил уже другой тренер — Маурицио Сарри. Перед началом сезона с клуба было снято одно очко по итогам расследования скандала с договорными матчами.

## Достижения

### Национальные
- Серия B
  - Победитель (3): 2004/05, 2017/18, 2020/21
- Серия C
  - Победитель (2): 1928/29, 1982/83

## Состав
| 1  | Флаг Италии  | Вр  | Самуэле Перисан     | 1997 |  |  |  |  |  |
|    |              |     |                     |      |  |  |  |  |  |
| 14 | Флаг Италии  | Защ | Габриэле Гуарино    | 2004 |  |  |  |  |  |
| 19 | Флаг Польши  | Защ | Бартош Берешиньский | 1992 |  |  |  |  |  |
| 24 | Флаг Нигерии | Защ | Тайронн Эбюэхи      | 1995 |  |  |  |  |  |
| 33 | Флаг Италии  | Защ | Себастьяно Луперто  | 1996 |  |  |  |  |  |
|    |              |     |                     |      |  |  |  |  |  |
| 8  | Флаг Италии  | ПЗ  | Лука Белардинелли   | 2001 |  |  |  |  |  |
| 21 | Флаг Италии  | ПЗ  | Якопо Фаццини       | 2003 |  |  |  |  |  |

| 22 | Флаг Италии  | ПЗ  | Филиппо Раноккия  | 2001 |  |  |  |  |  |
| 30 | Флаг Италии  | ПЗ  | Симоне Бастони    | 1996 |  |  |  |  |  |
|    |              |     |                   |      |  |  |  |  |  |
| 11 | Флаг Албании | Нап | Стивен Шпенди     | 2003 |  |  |  |  |  |
| 20 | Флаг Италии  | Нап | Маттео Канчельери | 2002 |  |  |  |  |  |
| 23 | Флаг Италии  | Нап | Маттиа Дестро     | 1991 |  |  |  |  |  |
| 28 | Флаг Италии  | Нап | Николо Камбьяги   | 2000 |  |  |  |  |  |

## Количество сезонов по дивизионам
| Дивизион | Количество сезонов | Дебют     | Последний сезон |
| A        | 16                 | 1986/1987 | 2024/2025       |
| B        | 23                 | 1946/1947 | 2025/2026       |
| C        | 50                 | 1927/1928 | 1995/1996       |
| D        | 8                  | 1956/1957 | 1962/1963       |

## Форма

### Домашняя
| 2014/15 | 2015/16 | 2016/17 | 2017/18 | 2018/19 | 2019/20 | 2020/21 | 2021/22 | 2022/23 | 2023/24 | 2024/25 |

### Гостевая
| 2014/15 | 2015/16 | 2016/17 | 2017/18 | 2018/19 | 2019/20 | 2020/21 | 2021/22 | 2022/23 | 2023/24 | 2024/25 |

### Резервная
| 2014/15 | 2015/16 | 2016/17 | 2017/18 | 2018/19 | 2019/20 | 2020/21 | 2021/22 | 2022/23 | 2023/24 | 2024/25 |

Источники:,